# Passo di Darial
La gola di Darial o passo di Darial (russo: Дарьяльское ущелье; osseto: Дайраны ком Dairany kom; georgiano: დარიალის ხეობა, Darialis Kheoba) è una gola e passo montano che si trova sul confine fra Russia e Georgia, a est dei piedi del monte Kazbek, scavata dal fiume Terek, con una distanza minima di 8 metri tra le pareti rocciose verticali (1800 m).

## Etimologia
Il toponimo Darial deriva dal Dār-e Alān che in persiano significa ingresso degli alani. La gola, diversamente nota anche come Cancelli Iberici o Cancelli Caucasici, viene menzionata negli annali georgiani sotto i diversi nomi di Ralani, Dargani, Darialani; Strabone la chiama Porta Caucasica e Porta Cumana; Tolomeo, Fortes Sarmatica; essa era talvolta nota sia come Porta Caucasica che come Portae Caspiae (un nome concesso anche al "cancello" o passo vicino al Mar Caspio a Derbent); i tatari invece la chiamavano Darioly.

## Importanza
Darial fu storicamente importante poiché era il solo passaggio disponibile attraverso il Caucaso ed è stato per lungo tempo fortificato — almeno fin dal 150 a.C. Sono ancora visibili le rovine di un'antica fortezza. Il forte russo, Darial, che controlla questa sezione della strada militare georgiana, venne costruito all'estremo nord della gola, ad un'altitudine di 1447 m.
Il passo è stato immortalato nella poesia russa, principalmente da Lermontov nel Il demone ed è diventato famoso come uno dei luoghi più romantici del Caucaso. All'interno del Passo di Darial si sarebbero dovute trovare anche le mitiche Porte di Alessandro.

## Galleria d'immagini

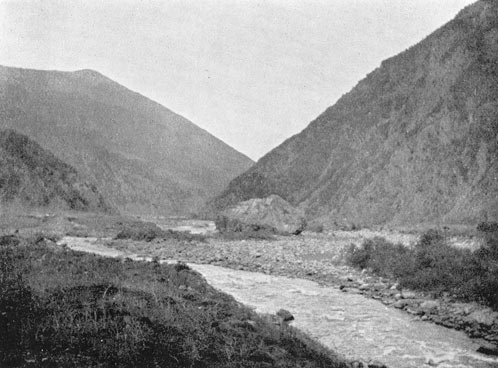
Il passo nell'opera Fuoco e spada nel Caucaso di Luigi Villari (1906)
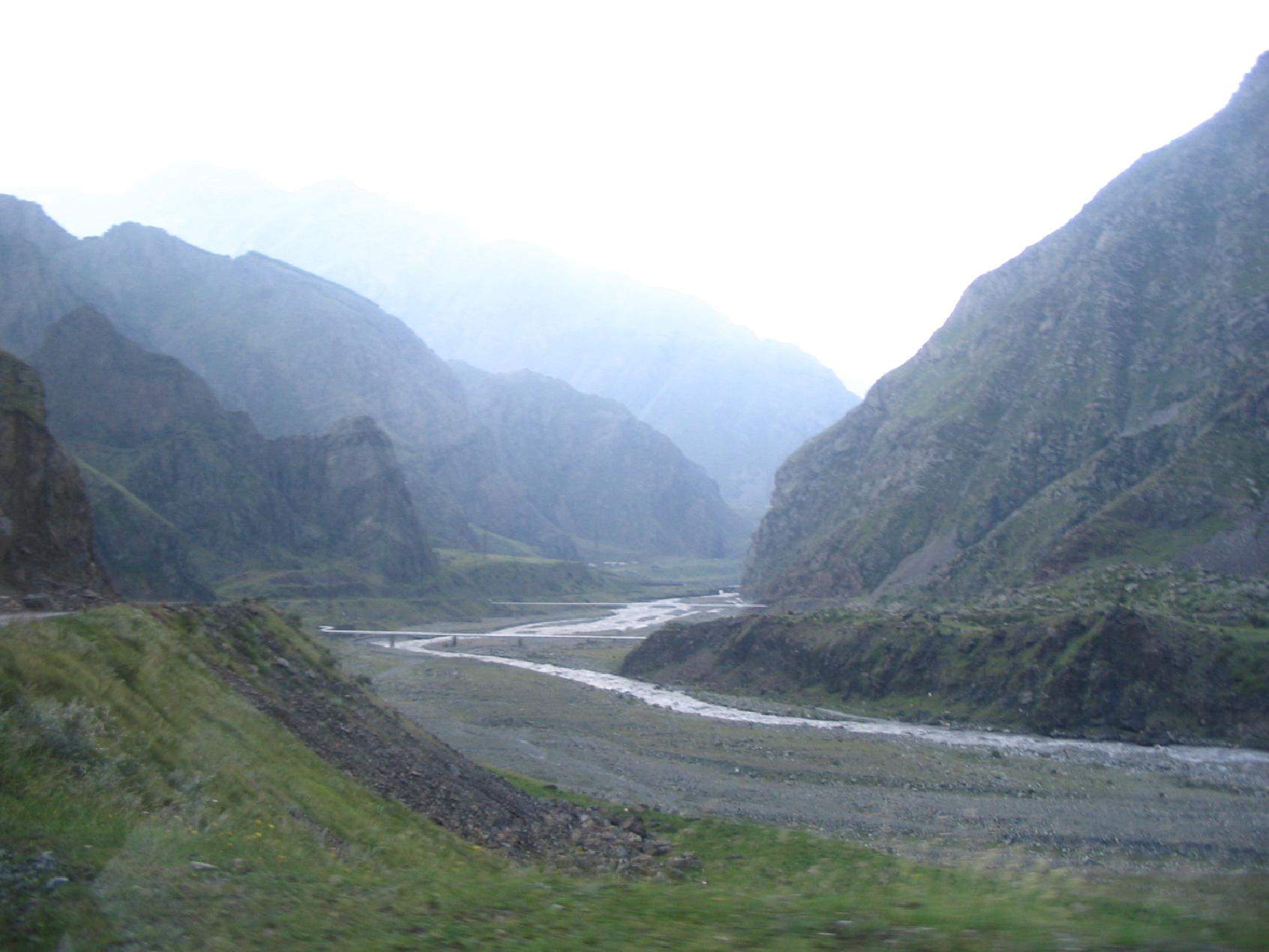
Guardando verso nord lungo la gola (8 km a sud del posto di blocco russo nell'Ossezia Settentrionale-Alania)